# Mario Borghezio

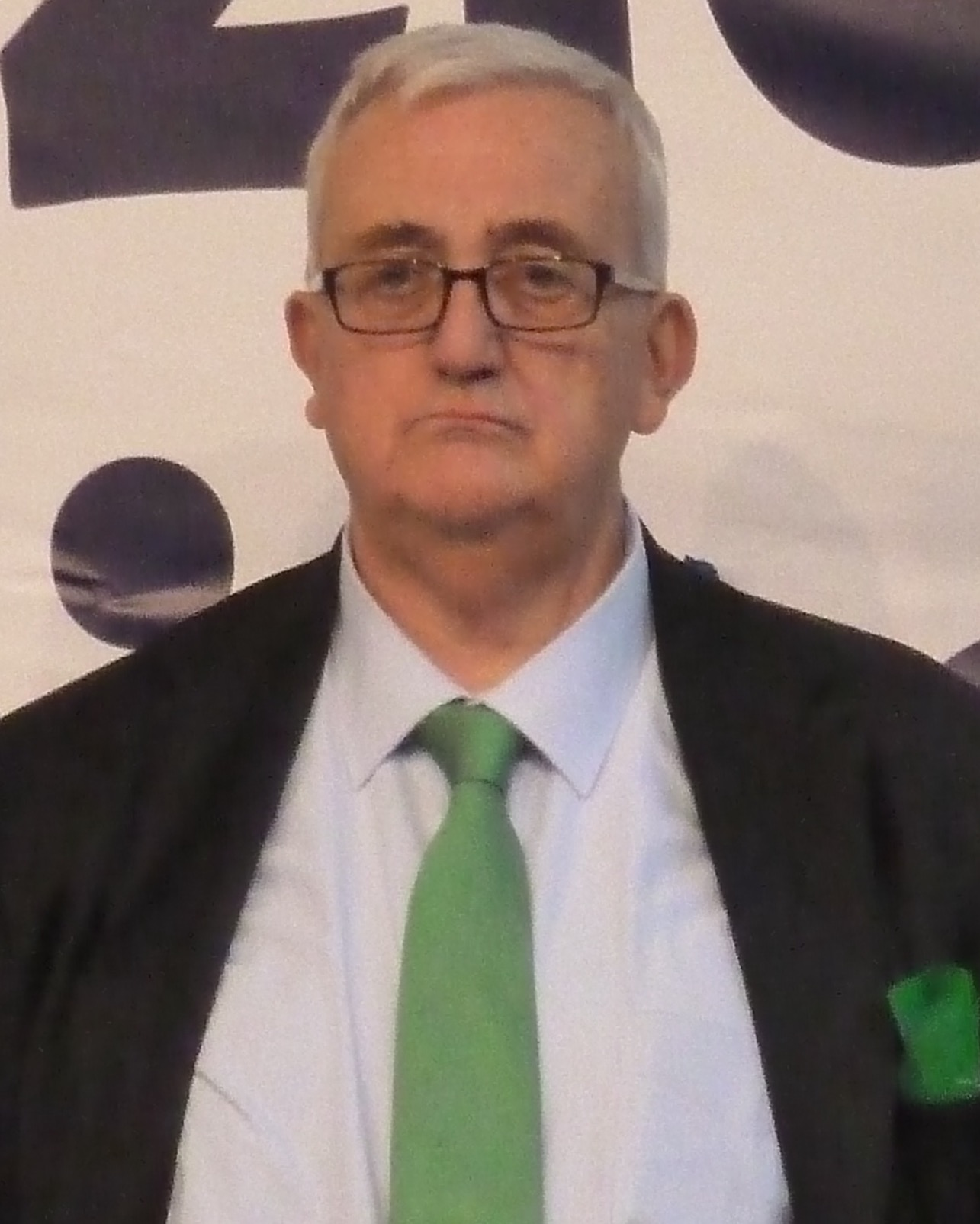
Mario Borghezio (2013)

Mario Borghezio (* 3. Dezember 1947 in Turin) ist ein italienischer Politiker und Mitglied der Lega Nord. Er war von 2001 bis 2019 Mitglied des Europäischen Parlaments.

## Leben

### Jugend und Studium
Mario Borghezio engagierte sich in den 1960er-Jahren in der neurechten Bewegung Jeune Europe von Jean-François Thiriart und in den 1970er-Jahren im rechtsextremen Ordine Nuovo. Im Juli 1976 wurde er als Urheber eines Drohbriefs gegen den Richter Luciano Violante, der gegen rechtsextreme Terrorgruppen ermittelte, verhaftet. Das Schreiben war mit Hakenkreuzen sowie der Parole „Viva Hitler“ versehen und enthielt die Drohung: „1, 10, 100, 1000 Occorsio“. Der Richter Vittorio Occorsio, der das Verfahren gegen die Täter des Bombenanschlags auf der Piazza Fontana geleitet hatte, war am Tag zuvor von Mitgliedern des Ordine Nuovo ermordet worden.
Borghezio schloss 1977 ein Jurastudium an der Universität Turin ab und erhielt anschließend seine Zulassung als Rechtsanwalt. In den 1980er-Jahren war er Chefredakteur der Finanzbeilage der neofaschistischen Zeitschrift Orion von Maurizio Murelli.

### Nationale Politik
Er trat 1987 der Bewegung Piemont Autonomista bei, die 1989 ein Bestandteil der Lega Nord wurde. Innerhalb der Partei gilt Borghezio als Vertreter des rechten Randes. 1990 wurde er in den Stadtrat von Turin gewählt, dem er bis 2001 angehörte. Bei der Parlamentswahl 1992 wurde er in die Camera dei deputati (Abgeordnetenkammer) des italienischen Parlaments gewählt, wo er bis 2001 (drei Legislaturperioden) den Wahlkreis Turin vertrat. Borghezio wurde durch zahlreiche rassistische Aktionen bekannt. Unter anderem musste er 1993 wegen Nötigung eines marokkanischen Kindes 750.000 Lire (ca. 387 Euro) Bußgeld zahlen. Borghezio hatte einen zwölfjährigen Straßenhändler gegen dessen Willen am Arm festgehalten, um ihn den Carabinieri zu übergeben.
Im Kabinett Berlusconi I war Borghezio von Mai 1994 bis Januar 1995 Staatssekretär im Justizministerium. Im Juli 2005 verurteilte der Kassationshof Mario Borghezio in letzter Instanz zu einer Freiheitsstrafe von zwei Monaten und zwanzig Tagen (gewandelt in eine Geldstrafe von 3040 Euro), weil er im Jahr 2000 in Turin Zelte von Einwanderern angezündet hatte, die unter einer Brücke schliefen. Von 2004 bis 2011 war er „nationaler“ Vorsitzender der Lega Nord in Piemont (die Lega Nord betrachtete die Regionen Norditaliens als einzelne Nationen).

### Europaabgeordneter
Als Nachrücker für den ausgeschiedenen Umberto Bossi kam Borghezio im Juni 2001 ins Europäische Parlament. Bei der Europawahl 2004 wurde er als Vertreter der Lega Nord im Wahlkreis Nordwestitalien (mit rund 35.000 Vorzugsstimmen) bestätigt. Er war 2004–06 Vorstandsmitglied der EU-skeptischen Fraktion Unabhängigkeit/Demokratie (Ind/Dem). Im April 2006 verließ er zusammen mit den übrigen Europaabgeordneten der Lega Nord die Fraktion, im Dezember 2006 traten sie der nationalkonservativen Fraktion Union für das Europa der Nationen (UEN) bei. In der Legislaturperiode bis 2009 gehörte Borghezio dem Ausschuss für bürgerliche Freiheiten, Justiz und Inneres sowie dem Petitionsausschuss an.
Bei der Europawahl 2009 wurde er mit 48.290 Vorzugsstimmen wiedergewählt. In dieser Legislaturperiode saß er bis Juni 2013 in der EU-skeptischen und rechtspopulistischen Fraktion Europa der Freiheit und der Demokratie (EFD). Er gehörte weiterhin dem Ausschuss für bürgerliche Freiheiten, Justiz und Inneres (LIBE) an und war Delegierter im Ausschuss für parlamentarische Kooperation EU-Russland. Zudem war er Mitglied der Sonderausschüsse zur Finanz-, Wirtschafts- und Sozialkrise (2009–11) sowie gegen organisiertes Verbrechen, Korruption und Geldwäsche (2012–13). Am 9. Juni 2011 wurde Borghezio in der Schweiz von der Polizei in Gewahrsam genommen und befristet des Kantons Graubünden verwiesen, nachdem er versucht hatte das Tagungshotel Suvretta House in St. Moritz zu betreten, in dem das Treffen der Bilderberg-Gruppe stattfand.
In einem Interview mit Radio24 in der Sendung La zanzara äußerte sich Borghezio dahingehend, dass viele Ideen von Anders Behring Breivik, dem Attentäter der Anschläge in Norwegen 2011 gut und manche ausgezeichnet seien. Des Weiteren gab er einer sogenannten „Einwandererinvasion“ Schuld am Ausbruch der Gewalt. In einem Gespräch mit Radio Ies fragte er, wie der mutmaßliche Attentäter, den er als Geistesgestörten (squilibrato) bezeichnete, der den Behörden schon früher bekannt gewesen sei, überhaupt so agieren konnte, und behauptete, dass dieses Massaker dazu benutzt werde, um Ideen, wie die Islamkritikerin Oriana Fallaci sie äußere, zu diskreditieren. Man müsse die Christen verteidigen, zwar nicht mit den Mitteln des Attentäters, aber man dürfe nicht zulassen, dass sie „Opfertiere“ würden.
Für diese Aussagen entschuldigte sich Roberto Calderoli (Koordinator der Nationalverbände) im Namen der Lega Nord bei den Norwegern und beurteilte sie als terribili e inqualificabili („schrecklich und unter aller Kritik“). Auch weitere Politiker anderer Parteien äußerten sich ablehnend. Seitdem wurden Forderungen laut, Mario Borghezio müsse seines Mandats in Brüssel entbunden werden.
Nachdem er im Jahr 2013 die italienische Integrationsministerin Cécile Kyenge mit rassistischen Äußerungen beleidigt hatte, wurden auf der Plattform change.org mehr als 130.000 Stimmen gesammelt, die das Parlament zum Ausschluss Borghezios oder zumindest zu schweren Disziplinarmaßnahmen ihm gegenüber aufforderten. Hannes Swoboda (S&D-Fraktionsvorsitzender), Véronique Mathieu Houillon (EVP-Koordinatorin im LIBE-Ausschuss), Guy Verhofstadt (ALDE-Fraktionsvorsitzender), Daniel Cohn-Bendit (Co-Fraktionsvorsitzender der Grünen) und Gabriele Zimmer (Fraktionsvorsitzende der GUE/NGL) verurteilten die wiederholten Ausfälle Borghezios in einer gemeinsamen Stellungnahme und forderten die EFD-Fraktion, der er angehört, auf, Maßnahmen zu ergreifen. Im Mai 2013 wurde Borghezio von der EFD-Fraktion suspendiert und am 3. Juni 2013 endgültig ausgeschlossen.
Am 26. Februar 2014 wurde Borghezio von der Sitzung des Europaparlaments ausgeschlossen, nachdem er unter Bezugnahme auf die angenommene Eidgenössische Volksinitiative «Gegen Masseneinwanderung» eine Schweizerfahne geschwenkt und dabei mit schweizfreundlichen und EU-kritischen Zwischenrufen gestört hatte.
Bei der Europawahl 2014 wurde Borghezio als Vertreter Mittelitaliens für eine weitere Legislaturperiode ins Europäische Parlament gewählt. Er wurde auch von der rechtsextremen CasaPound unterstützt und erhielt 5.837 Vorzugsstimmen. Wie die übrigen Abgeordneten der Lega Nord war er zunächst fraktionslos, ab Juni 2015 gehörten sie der Fraktion Europa der Nationen und der Freiheit (ENF) an. Borghezio war bis 2019 Mitglied im Ausschuss für auswärtige Angelegenheiten und Delegierter für die Beziehungen zur Arabischen Halbinsel. Zudem gehörte er dem Untersuchungsausschuss zur Prüfung von behaupteten Verstößen gegen das Unionsrecht und Missständen bei der Anwendung desselben im Zusammenhang mit Geldwäsche, Steuervermeidung und Steuerhinterziehung (2016–17) sowie dem Sonderausschuss zu Finanzkriminalität, Steuerhinterziehung und Steuervermeidung (2018–19) an. Bei der Europawahl 2019 trat Borghezio nicht mehr an und schied aus dem EU-Parlament aus.